# نبرد نیکوپول
نبرد نیکوپول یکی از نخستین نبردها در جریان جنگ روسیه و عثمانی (۱۸۷۷–۱۸۷۸) بود. نیروهای روسی با گذر از دانوب به سمت دژ نیکوپول نزدیک شدند و سرفرماندهی ارتش عثمانی عثمان نوری پاشا را از ویدین برای کمک به مدافعین نیکوپول فرستاد اما پیش از رسیدن او سپاه نهم روسیه با فرماندهی نیکولای کریدنر به دژ رسید و پس از بمباران، پادگان آن تسلیم شدند. با سقوط دژ نیکوپول عثمان پاشا به پلون (بلغارستان) عقب نشست تا در آنجا با روس‌ها روبرو شود.